# Genie Gets Her Wish
Genie Gets Her Wish là DVD đầu tiên trong sự nghiệp âm nhạc của Christina Aguilera. DVD được thực hiện bởi đạo diễn Clare Grace Davies qua tổng hợp từ nhiều màn trình diễn và hình ảnh đời thường của Aguilera.
DVD được RIAA chứng nhận Bạch kim.

## Danh sách bài hát
1. Genie in a Bottle
2. So Emotional
3. Come on over Baby (All I Want Is You)
4. What a Girl Wants
5. I Turn To You
6. At Last
7. When You Put Your Hands On Me
8. The Christmas Song

## Các tiết mục đặc biệt
- Những tấm hình tuyệt đẹp của Aguilera.
- Video clip tặng kèm:
  - "Genie in a Bottle"
  - "What a Girl Wants"
- Giới thiệu về trang web của Aguilera.